# Explosión de los polvorines de Alcalá de Henares
La explosión de los polvorines de Alcalá de Henares tuvo lugar el 6 de septiembre de 1947. Afectó a los polvorines militares situados en el cerro Zulema, ocasionando 24 fallecidos —26 según otras fuentes— y numerosos heridos en la ciudad complutense, situada a unos dos kilómetros. Aunque lo más probable es que se tratara de un accidente provocado por el calor —durante la posguerra estallaron otros polvorines por esa razón y por esas mismas fechas estalló también un polvorín en Cádiz causando decenas de muertos y heridos—, el régimen franquista lo atribuyó al «terrorismo marxista» y fueron acusados 24 miembros de las clandestinas JSU de Madrid y de Alcalá de Henares. En febrero de 1948 se celebró el consejo de guerra que condenó a muerte a la mitad, siendo ejecutados ocho de ellos en Ocaña (Toledo) el 21 de agosto de aquel año.

## Antecedentes
En 1947 España se encuentra una durísima posguerra puesto que a la guerra civil de tres años finalizada hace pocos años que ha padecido se une también que la Segunda Guerra Mundial ha finalizado recientemente con la derrota de los aliados de Franco, dificultando la reconstrucción. Hay un aislamiento internacional del régimen franquista. Debido a la extrema pobreza de este periodo, no es de extrañar que se sucedan todo tipo de accidentes debido a material anticuado o que estuviera mantenido deficientemente, sin cumplir las condiciones de conservación. Muchos de estos accidentes provocaron enormes pérdidas materiales y humanas.
Ejemplos de estos accidentes que se sucederían durante la década de los 40 podrían ser: la Explosión del polvorín del Pinar de Antequera de 1940 , el Incendio de Santander de 1941, el Accidente ferroviario de Torre del Bierzo de 1944, el hundimiento del submarino C-4, la Explosión de un polvorín de la Armada en Cádiz de 1947 o la Explosión del polvorín de Tabares acontecida en Tenerife en 1949. En todos estos casos la censura franquista reaccionó de manera contundente, minimizando en lo posible los accidentes o insinuando conspiraciones de sabotaje para perjudicar al régimen franquista.

## Historia
Aproximadamente a las 21:45 horas del sábado 6 de septiembre de 1947, dos explosiones sacudieron la ciudad de Alcalá de Henares, provocando el pánico en la población debido al polvo, humo y rotura de cristales en algunas casas del centro de la ciudad, por la abundante lluvia de cascotes. La explosión movió toneladas de tierra. El cerro Zulema, en el que se ubicaban los polvorines militares Gurugú A y Gurugú B, sufrió una gran destrucción, así como la industria "Río Cerámica", muy cercana a la zona. El balance fue trágico: 24 muertos entre víctimas civiles y militares, y decenas de heridos.
El hecho fortuito de la explosión fue utilizado por el gobierno franquista para detener, reprimir y encarcelar a jóvenes militantes del PCE y de las JSU. Ocho de estos militantes fueron condenados a muerte y ejecutados en la prisión de Ocaña el 20 de agosto de 1948. Además, hubo 69 encarcelados que cumplieron condenas entre 1 y 30 años.
Las razones de la explosión y las condenas generadas por la misma contra los militantes comunistas fueron objeto fundamental de análisis de la prensa clandestina y de la exiliada. Esta prensa buscó razones internacionales para que se apoyase la causa del antifascismo español mostrando toda la crueldad de la represión franquista. El muralista mexicano Siqueiros mostró su apoyo a los condenados a muerte en un acto público, y la ONU recibió la petición de libertad de estas personas, pero fue infructuoso.